# David C. Wilson
David Charles Wilson (* 19. Februar 1951, Leeds) ist ein englischer Wirtschaftswissenschaftler und Professor of Strategic Management Warwick Business School.

## Karriere
Wilson studierte an der University of Leeds bis zum Master und erwarb seinen Doktortitel an der University of Bradford, wo er von 1978 bis 85 als Research Fellow tätig war. 1986 hielt er eine Gastprofessur an der Universität Uppsala und von 1986 bis 94 lehrte er schon an der University of Warwick. 1994 bis 97 lehrte Wilson als Professor for Organization Studies an der Aston University und kehrte dann an die Warwick University zurück.
Er diente 1994 bis 97 als Vorsitzender der British Academy of Management, 2003 bis 2006 als Vorsitzender der European Group for Organizational Studies, für die er schon von 1999 bis 2003 als Nachfolger von Arndt Sorge und Vorgänger von Haridimos Tsoukas als Chefredakteur der Fachzeitschrift Organization Studies wirkte.
Neben der wissenschaftlichen Karriere berät Wilson Behörden und private Unternehmen, beispielsweise für Nestlé, British Steel, Lloyds Banking Group; Midland Bank, Oxfam und anderen.

## Forschung und Wirkung
Wilson beschäftigte sich mit Strategien für das Veränderungsmanagement, Mechanismen und Methoden der Entscheidungsfindung, Umgang mit Risiko und Unsicherheit, Führung und Management in kommerziellen und nicht-kommerziellen Organisationen, mit Internationalisierung und Politik in Organisationen. In diesen Bereichen führte er viele empirische Studien durch und veröffentlichte die Ergebnisse in verschiedenen Fachzeitschriften und Büchern. Als einer der ersten Forscher versuchte Wilson die Erkenntnisse der Managementforschung auf Unternehmen im Non-Profit-Sektor auszuweiten. Er war einer der frühesten Kritiker der Entscheidungstheorien.

## Ehrungen
Wilson ist Fellow der British Academy of Management, und wurde 1995 zum Vorsitzenden gewählt.

## Ausgewählte Werke
18 Arbeiten von Wilson werden in 40 Veröffentlichungen von knapp 1600 Bibliotheken geführt.

### Bücher
- (1986) Top Decisions; mit David J. Hickson, R. Butler, D. Cray und G. Mallory; Jossey-Bass
- (1990) Managing Voluntary and Non – Profit Organizations: Strategy and Structure; mit R. Butler; Taylor & Francis Group
- (1992) A strategy of change: concepts and controversies in the management of change; Routledge, London
- (1994) Strategy and leadership; mit Brian Leavy; Routledge, London
- (1995) A Step Too Far?: Expansionist Strategies and Decision Over-reach, mit David J. Hickson und Susan Miller; Aston Business School, Research Institute
- (1999) A Strategy of Change; Routledge
- (1999) Managing Organizations; mit R. Rosenfeld; McGraw-Hill, 2nd edn.

### Artikel
- (1982) Dual explanations of strategic decision making mit D. J. Hickson, R. Butler, G. Astley; J. Mgmt Studies
- (1982) The limits of trade union power in organizational decision making mit D. J. Hickson, R. Butler, O. Astley; Brit. J. Ind. Relations
- (1985) Breaking the bounds of organization in strategic decision making; mit D. J. Hickson, R. Rutler, G. Mallory, D. Cray, Human Relations
- (1986) Voluntary organizations in action mit R. Butler, J. Mgmt Studies
- (1987) Workers self management in the world system mit C. Rojek, Org. Studies
- (1991) Explaining decision processes mit D. J. Hickson, G. Mallory, R. Butler, D. Cray, J. Mgmt Studies
- (1991) Decision style in British and Swedish organizations; mit R. Axelson, G. Mallory, Brit. J. Mgmt
- (1992) The strategic challenges of competition and co-operation in the British voluntary sector, Non Profit Mgmt & Leadership
- (1996) How organizations can overbalance: decision overreach as a reason for failure mit D. J. Hickson, Susan Miller, Amer. Behavioural Scientist
- (1998) Power, control and computer-based performance monitoring systems mit K. Ball, Org. Studies